# سبيرمين
السبيرمين عبارة عن بوليامين يشارك في التمثيل الغذائي الخلوي الموجود في جميع الخلايا حقيقية النواة. مقدمة لتخليق السبرمين هو الحمض الأميني أورنيثين. إنه عامل نمو أساسي في بعض البكتيريا أيضًا. عثر عليه باعتباره متعدد الكهارل في درجة الحموضة الفسيولوجية. يرتبط السبيرمين بالأحماض النووية ويُعتقد أنه يثبت البنية الحلزونية خاصة في الفيروسات.
وصف أنطوني فان ليوينهوك بلورات فوسفات السبيرمين لأول مرة في السائل المنوي البشري عام 1678. استخدم الاسم spermin لأول مرة من قبل الكيميائيين الألمان ألبرت لادينبرغ وأبل في عام 1888، ولم تُنشأ البنية الصحيحة للسبيرمين بشكل نهائي حتى عام 1926، في وقت واحد في إنجلترا (بواسطة دودلي وروزنهايم وستارلينج) وألمانيا بواسطة ريد وآخرون. المني هو المادة الكيميائية المسؤولة بشكل أساسي عن الرائحة المميزة للسائل المنوي.

## المشتق
مشتق من spermine ، N 1 ، فحص N 12 -bis (ethyl) spermine (المعروف أيضًا باسم BESm) في أواخر الثمانينيات جنبًا إلى جنب مع نظائر البوليامين المماثلة لإمكاناته كعلاج للسرطان.